# 카롤리나 아레기
카롤리나 아레기(Carolina Arregui, 1965년 8월 26일 ~ )는 칠레의 배우이다.